# 인성대군
인성대군 이분(仁城大君 李糞, 1461년 12월 31일(음력 11월 30일) ~ 1463년 12월 4일(음력 10월 24일))은 조선 전기의 왕자로 예종의 장남이자 적장자이다. 어머니는 예종의 정비인 장순왕후이다.

## 생애
본관은 전주, 이름은 분(糞)이다. 조선 제8대 임금인 예종의 장자이며, 어머니는 장순왕후이다.
1461년(세조 7) 음력 11월 30일 세조의 손자이자 예종의 장남으로 탄생하였다.
1463년(세조 9) 음력 10월 23일 풍질을 앓아 다음날인 음력 10월 24일 새벽에 1세의 어린 나이로 졸하였다. 그러자 음력 10월 29일에 영순군 부, 영천부원군 윤사로, 하동부원군 정인지, 영의정 신숙주 등의 대신에게 명하여 상지관(相地官)을 거느리고 정인사(正因寺)에 가서 장지를 상지하게 하였으며, 음력 11월 5일에 시호를 효소(孝昭)로 하고 인성군(仁城君)으로 추봉하여 고양현의 의경세자의 무덤 동쪽 가까운 땅에 예장하였다.

### 사후
1465년(세조 11) 음력 7월 24일 인성군의 제사를 평원대군의 사당에서 모셨다가 1470년(성종 1) 어머니 장순왕후 혼궁의 별실로 신주를 옮겼다.
1472년(성종 3) 음력 2월 23일 인성대군(仁城大君)에 추증되었다. 후에 광평대군 14대손 이백연(李白淵)으로 봉사손으로 정하여 제사를 지내게 하였다.

## 가족 관계
왕가 전주 이씨(全州 李氏)
- 친조부: 제7대 세조대왕(世祖大王, 1417~1468, 재위 1455~1468)
- 친조모: 정희왕후 파평 윤씨(貞熹王后 坡平 尹氏, 1418~1483)
  - 백부: 덕종대왕(德宗大王, 1438~1457)
  - 백모: 소혜왕후 청주 한씨(昭惠王后 淸州 韓氏, 1437~1504)
    - 사촌형: 월산대군(月山大君,1454~1488)
    - 사촌누나: 명숙공주(明淑公主, 1455~1482)
    - 사촌형: 제9대 성종대왕(成宗大王, 1457~1494, 재위 1469~1495)

  - 아버지: 제8대 예종대왕(睿宗大王, 1450~1469, 재위 1468~1469)
    - 이복동생: 현숙공주(顯肅公主, 1464~1502)
    - 이복동생: 제안대군(齊安大君, 1466~1525)
    - 이복동생: 혜순공주(惠順公主, 1468~1469)
- 외조부: 영의정 상당부원군 충성공 한명회(領議政 上黨府院君 忠成公 韓明澮, 1415~1487)
- 외조모: 황려부부인 여흥 민씨(黃驪府夫人 驪興 閔氏, ?~1479)
  - 어머니: 장순왕후 청주 한씨(章順王后 淸州 韓氏, 1445~1461)
    - 부인: 없음
      - 양자: 적성군 이석(赤城君 李錫, 1484~1539) - 생전 봉작은 부수, 정에 이르렀으며 사후 군으로 추증[출처 필요]
      - 양자: 서성부정 이옹(瑞城副正 李滃, 1487~1510)[3][4]